# Meunasah Ara (Kaway XVI)
Meunasah Ara is een bestuurslaag in het regentschap Aceh Barat van de provincie Atjeh, Indonesië. Meunasah Ara telt 272 inwoners (volkstelling 2010).